# Nouvelle cathédrale de Salamanque
La cathédrale Notre-Dame de l'Assomption, également appelée Nouvelle cathédrale de Salamanque (en espagnol : catedral de la Asunción de la Virgen ou catedral Nueva de Salamanca), placée sous l'invocation de l'Assomption de la Vierge, est, avec l'ancienne cathédrale ou catedral Vieja, une des deux cathédrales de la ville de Salamanque en Espagne.

## Présentation
Elle fut construite entre les XVIe et XVIIIe siècles en deux styles : le gothique tardif et le baroque, bien que le plan général et la grande hauteur de l'édifice, ainsi que ses traits fondamentaux soient parfaitement gothiques. La présence extérieure d'arcs-boutants et de contreforts, ainsi que l'envolée intérieure des vaisseaux en témoignent. Les travaux débutèrent en 1513 et l'église fut consacrée en 1733.
La cathédrale est avec celle de Ségovie une des deux dernières cathédrales de style gothique qui se construisirent en Espagne. La nouvelle cathédrale s'édifia lentement, en conservant le style gothique tardif de ses origines, tout au long du XVIIe siècle puis du début du XVIIIe siècle, bien que durant ce dernier siècle, s'ajoutèrent des éléments qui rompirent de manière frappante avec le style prédominant de l'œuvre : une coupole baroque au-dessus de la croisée du transept et les parties supérieures de la tour clocher. 
La cathédrale de Salamanque compte onze architectes, parmi lesquels les deux seuls architectes de celle de Ségovie, raison pour laquelle cette dernière a subi moins de retouches.

## Historique
En 1510, Antón Egas et Alonso Rodríguez, respectivement maîtres d'œuvre des cathédrales de Tolède et de Séville se réunissent à Salamanque pour discuter de la forme de la nouvelle cathédrale et choisir le site le plus opportun pour son implantation. Ils ont choisi un plan inspiré de celui de la cathédrale de Séville qui était alors la plus moderne.
Pour terminer les controverses entre le chapitre de la cathédrale et l'évêque sur l'implantation de la nouvelle cathédrale, un accord s'est fait pour réunir les maîtres les plus remarquables du royaume pour qu'ils donnent leur avis, à savoir, Antón Egas, Juan Gil de Hontañón, Juan de Badajoz le Vieux (mort en 1523), Alonso de Covarrubias, Juan Tornero, Juan de Álava , Juan de Orozco (maître maçon de l'église du convento de San Marcos de León, mort en 1515), Rodrigo de Sarabia et Juan Campero (maître maçon de l'église de la Magdalena à Torrelaguna). Ils se sont réunis le 26 août 1512 et ont fait une déclaration le 3 septembre 1512 donnant leur accord sur les choix de 1510 et l'implantation de la nouvelle cathédrale hors de l'ancienne et du palais épiscopal, au nord de l'ancienne cathédrale, sans abattre mais en incluant sa tour. Ils ont suivi les avis d'Antón Egas et d'Alonso Rodríguez sur les dispositions des nefs et ont proposé que le chevet soit à huit pans avec déambulatoire et chapelles. C'est ce qu'écrit le document original du Libro de Pareceres de la obra.
Le plan général de la nouvelle cathédrale de Salamanque s'est inspiré de celui de la cathédrale de Séville, mais en décidant de passer le nombre de nefs de 5 à 3, tout en conservant le même nombre de chapelles et les mêmes trames avec des piles fasciculées assez ressemblantes que discute Juan Gil de Hontañón avec le chapitre en 1515. La cathédrale de Salamanque n'introduit pas de nouveautés, mais les innovations de l'architecture de la Renaissance commencent à apparaître.

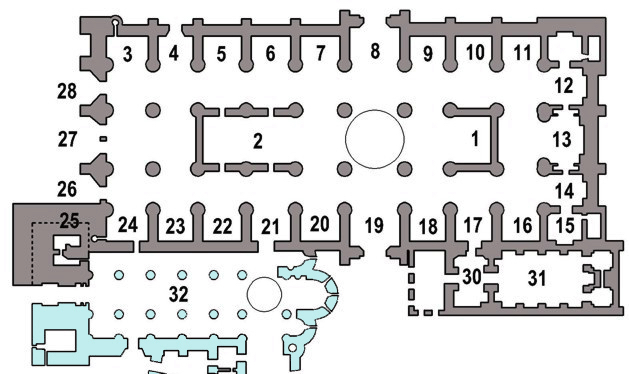
Plan de la nouvelle cathédrale de Salamanque ou de l'Assomption de la Vierge.
Légende :
1 Capilla Mayor
2 Chœur des chanoines
3 Chapelle Saint-Clément
4 Chapelle de don Diego de Neyla et portail des Rameaux
5 Chapelle de Almansa ou de saint Jacques et sainte Thérèse
6 Chapelle de la Vierge de la Vérité
7 Chapelle de saint Antoine
8 Porte Nord
9 Chapelle de la Virgen de la Cabeza
10 Chapelle de San Tirso ou de Notre-Dame de Lourdes
11 Chapelle de la Virgen del Pilar
12 Chapelle de Notre Dame de la Soledad
13 Chapelle del Carmen ou du Christ des Batailles
14 Chapelle de San José
15 Chapelle del Sagrario
16 Chapelle de saint Nicolas de Bari
18 Chapelle du Nazaréen
19 Porte Sud sur le Patio Chico
20 Chapelle de la Vierge du Recours
21 Chapelle de la Vierge de Luis Morales ou de saint Bartolomé
22 Chapelle del Presidente
23 Chapelle Dorée ou de Tous les Saints
24 Chapelle de saint Laurent
25 Clocher ou Torre de las Campanas
27 Portail de la Nativité
30 et 31 Sacristies
32 Vieille cathédrale.

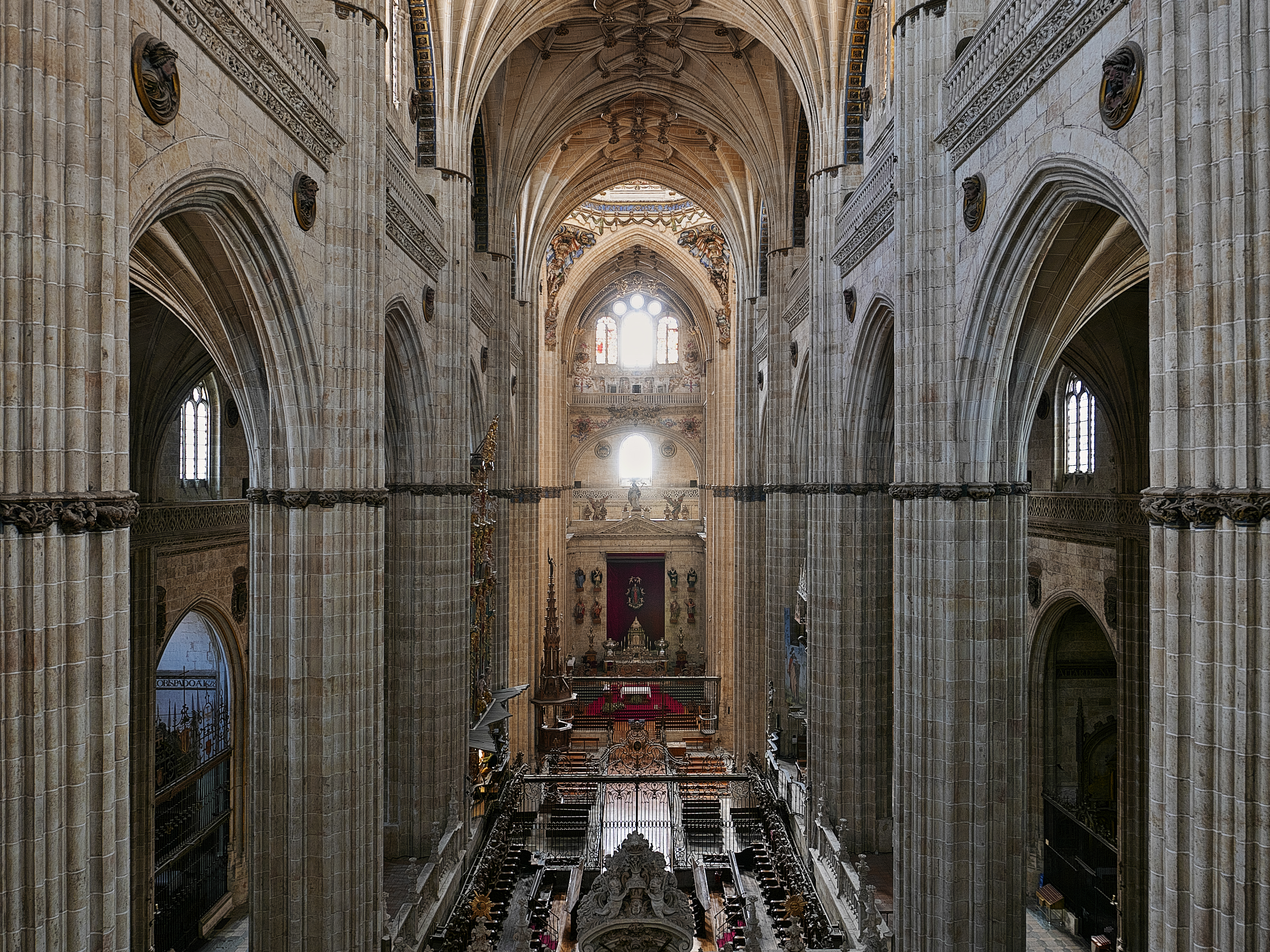
L'intérieur, vers la chapelle principale (capilla Mayor).

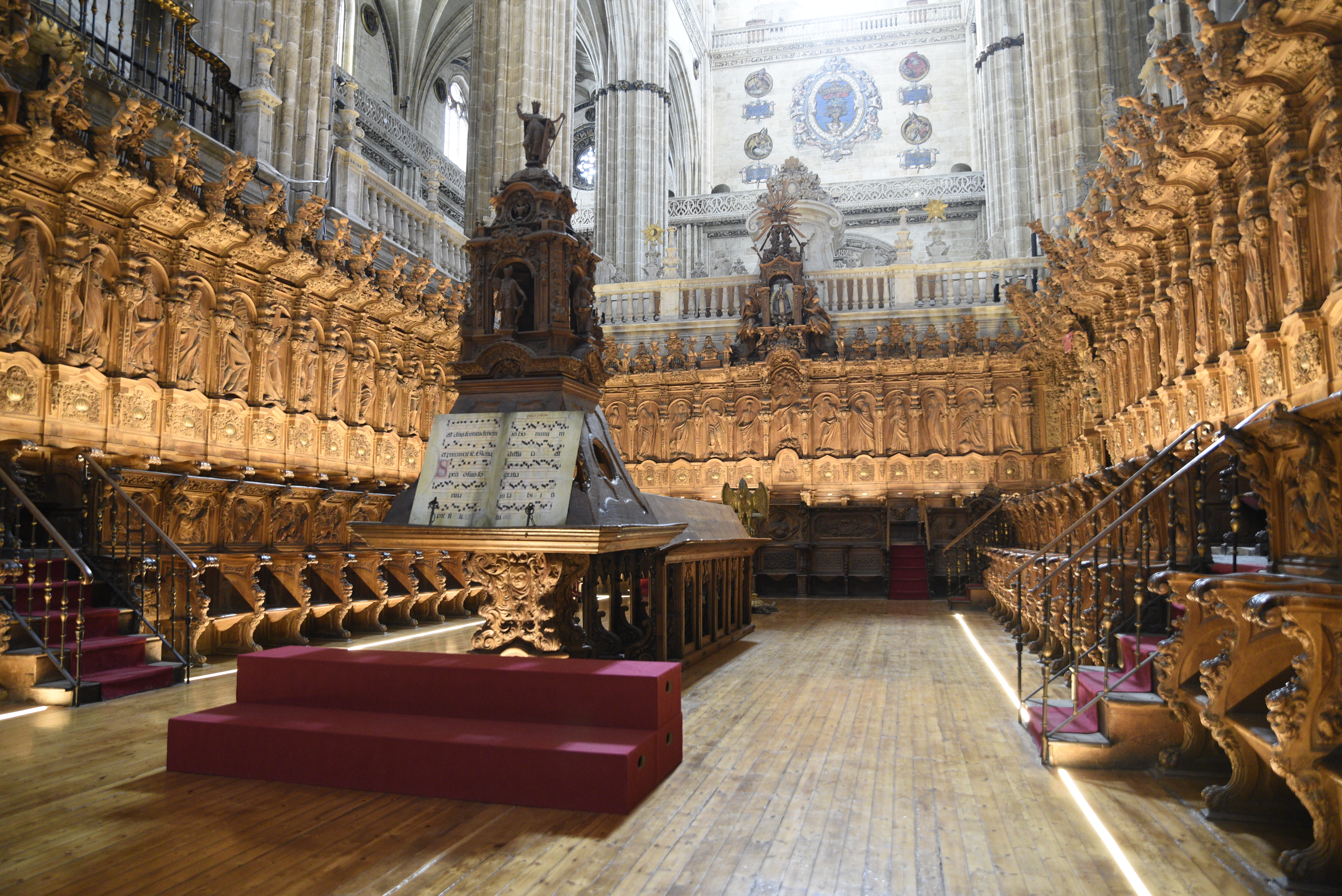
Le chœur des chanoines.

La première pierre est posée en 1512 par l'évêque de Salamanque Francisco de Bobadilla.
Juan Gil de Hontañón a été nommé maître d'œuvre (maestro mayor) de la nouvelle cathédrale de Salamanque et commence la construction en 1513. Il a choisi d'augmenter les hauteurs des nefs latérales permettant d'augmenter considérablement les élévations des chapelles latérales (capillas hornacinas) qu'il a commencées à construire. Comme pour celle de Séville, la nouvelle cathédrale a été commencée par la façade et non par le chevet. En 1522, les superviseurs de l'œuvre sont Juan de Badajoz et Francisco de Colonia. Ils vont critiquer cette innovation de Juan Gil et ont déclaré que si ces chapelles doivent aller à 60 pieds de haut, elles seront hors de proportion et qu'elles ne doivent pas dépasser 45 pieds pour respecter le plan initial et en particulier les proportions de la cathédrale de Séville considérées comme canoniques. Juan Gil a changé les proportions initiales pour donner plus de sveltesse à la cathédrale. Pour conserver une bonne proportion à l'ensemble de l'élévation Juan de Badajoz et Francisco de Colonia vont décider de faire passer la hauteur de la nef centrale de 110 à 130 pieds qui s'est imposée malgré d'autres avis.
Juan de Álava a travaillé à la tâche pour la nouvelle cathédrale, entre 1520 et 1535, sur les chapelles latérales du côté de l'épître (côté droit en regardant l'autel et sud) avec Juan Gil de Hontañón qui élève les chapelles du côté de l'évangile. Juan Gil de Hontañón le Jeune a aidé son père sur cette construction et a continué la construction comme maître d'œuvre après la mort de son père, jusqu'en 1531. Juan de Álava est nommé inspecteur des travaux en 1531 puis maître d'œuvre en 1534 et le reste jusqu'à sa mort en septembre 1537. Rodrigo Gil de Hontañón est nommé maître d'œuvre (Capomaestro) de la nouvelle cathédrale en 1538. Il a continué la construction de la cathédrale suivant le plan initial en introduisant quelques éléments du Classicisme dans un monument gothique. Il a terminé la cathédrale jusqu'à la croisée du transept ce que le chapitre avait proposé comme première étape de construction.
En 1588 il est décidé de reprendre la construction du bâtiment et de le terminer. Des discussions vont avoir comme sujet de savoir s'il faut continuer la construction suivant le style gothique initial ou adopter l'architecture classique à la romaine. L'opinion de poursuivre l'ouvrage en conservant le style gothique a prévalu. Le maître d'œuvre Juan de Ribero Rada a proposé de modifier le plan du chevet de la cathédrale. Dans le projet de 1512, celui-ci était polygonal avec de chapelles rayonnantes et un déambulatoire. Il a été décidé de lui préférer le plan du chevet de la Cuarta colegiata-catedral de Valladolid conçu par Juan de Herrera avec un chevet plat dont la construction  commença en 1589. Les archives de la cathédrale conservent un plan de l'élévation des chapelles latérales de la cathédrale signé par Juan de Ribero en octobre 1589. Les raisons du choix d'un chevet plat par le chapitre ne sont pas connues. Juan de Ribero Rada est nommé maître d'œuvre principal (maestro mayor) de la cathédrale en 1591. Il l'est resté jusqu'à sa mort en 1600.
Juan de Nates a été chargé de continuer la construction après la mort de Ribero Rada. Il avait eu des relations étroites avec lui. Ils avaient construit ensemble des édifices mais Ribero Rada avait porté plainte contre lui en 1590 pour ne pas avoir respecté ses plans.
Joaquín de Churriguera a été nommé maître d'œuvre de la cathédrale en 1713. Il a entrepris d'élever la tour octogonale avec la coupole qui se trouve au-dessus de la croisée du transept (cimborrio) en 1714. Elle n'est pas terminée à sa mort. Son frère, Alberto de Churriguera, lui a succédé jusqu'en 1738. Il a terminé la coupole et la tour en 1725. Il a assisté à la consécration de la cathédrale le 10 août 1733. La tour de la croisée du transept a été partiellement détruite au cours du tremblement de terre de Lisbonne, en 1755, puis reconstruite en 1765 par Juan de Sagarvinaga.
Le séisme de 1755 avait aussi gravement endommagé et incliné la tour romane de la vieille cathédrale incluse et transformée, quand la nouvelle cathédrale a été construite, en clocher ou Torre de las Campanas, à la jonction entre les deux cathédrales. En 1765, Juan de Sagarvinaga a fait un relevé des importantes fissures dans le clocher à la suite du séisme et s'inquiète de la situation. Le 11 juillet 1766, le padre Pontones est appelé par le chapitre de la cathédrale pour donner son avis. Il est à Salamanque le 13 août. Après la visite du clocher il dit qu'il n'y a pas de solution pour la tour. Le 25 août il se réunit avec Francisco Moradillo (es) et le frère architecte capucin Antonio Manzanares et le padre Pontones demande d'étançonner la tour mais ses collègues sont moins pessimistes, cependant ils proposent de démonter les pinacles et de descendre les cloches. Devant les avis contraires, le chapitre convoque l'architecte Ventura Rodríguez. Il donne son avis le 21 novembre 1766 où il écrit que la ruine de la tour devrait fatalement se produire. Ventura Rodríguez propose de la démolir et d'en construire deux autres. Mais le 24 novembre 1766, le chapitre a consulté l'architecte français Baltasar Dreveton qui a réparé les tours des cathédrales de Cordoue et de Grenade. Ce dernier est arrivé à Salamanque fin décembre et rédige son rapport d'expertise le 6 janvier 1767 où il dessine la solution proposée pour réparer le clocher en appuyant son avis sur l'exemple de la tour de la cathédrale de Cordoue. Sa solution est acceptée. Dreveton a confié la charge des travaux à Jerónimo García de Quiñones entre le 15 février 1768 et le 14 janvier 1771,.
La cathédrale a été déclarée Monument national par le décret royal du 17 juin 1887.

## Protection
La cathédrale fait l’objet d’un classement en Espagne au titre de bien d'intérêt culturel (à l'époque Monumento Nacional) depuis le 17 juin 1987, en même temps que la vieille cathédrale de Salamanque.
Elle figure, tout comme l'ensemble de la vieille ville, au patrimoine mondial de l'UNESCO, depuis  1988.

## Galerie

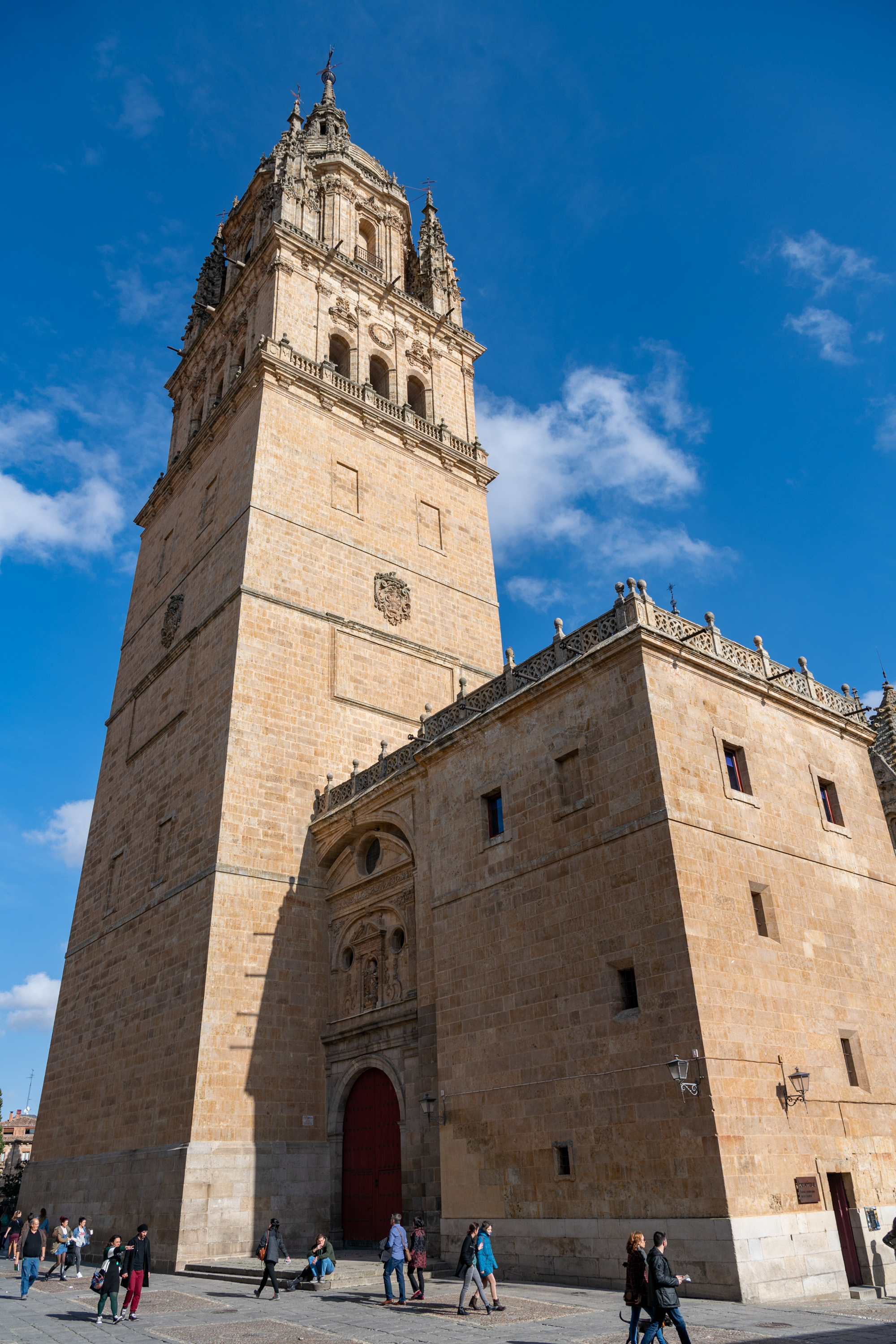
La tour (Torre de las Campanas), avec à droite un portail de la Vieille cathédrale.
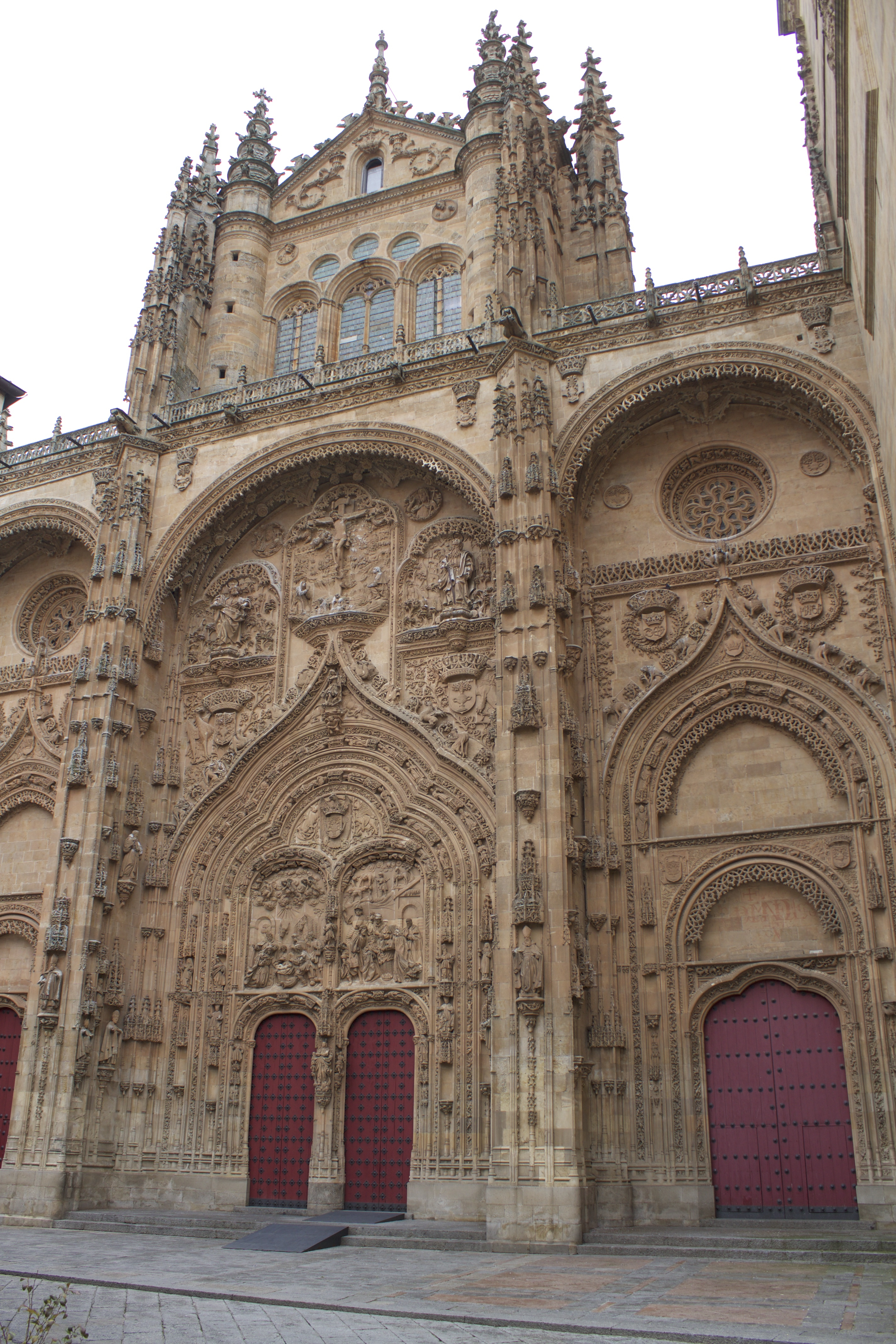
La façade ouest.
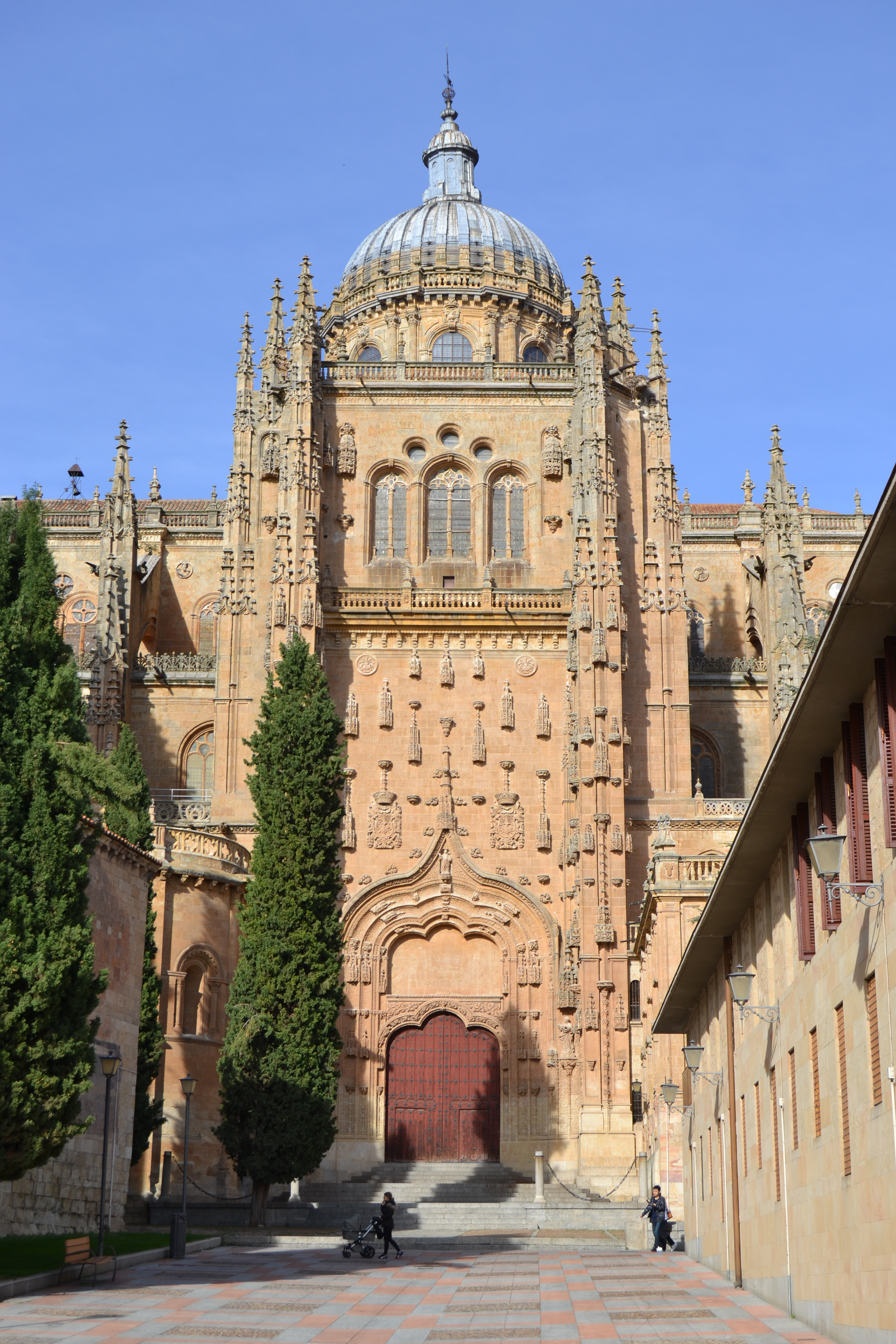
La façade sud (Vieille cathédrale).
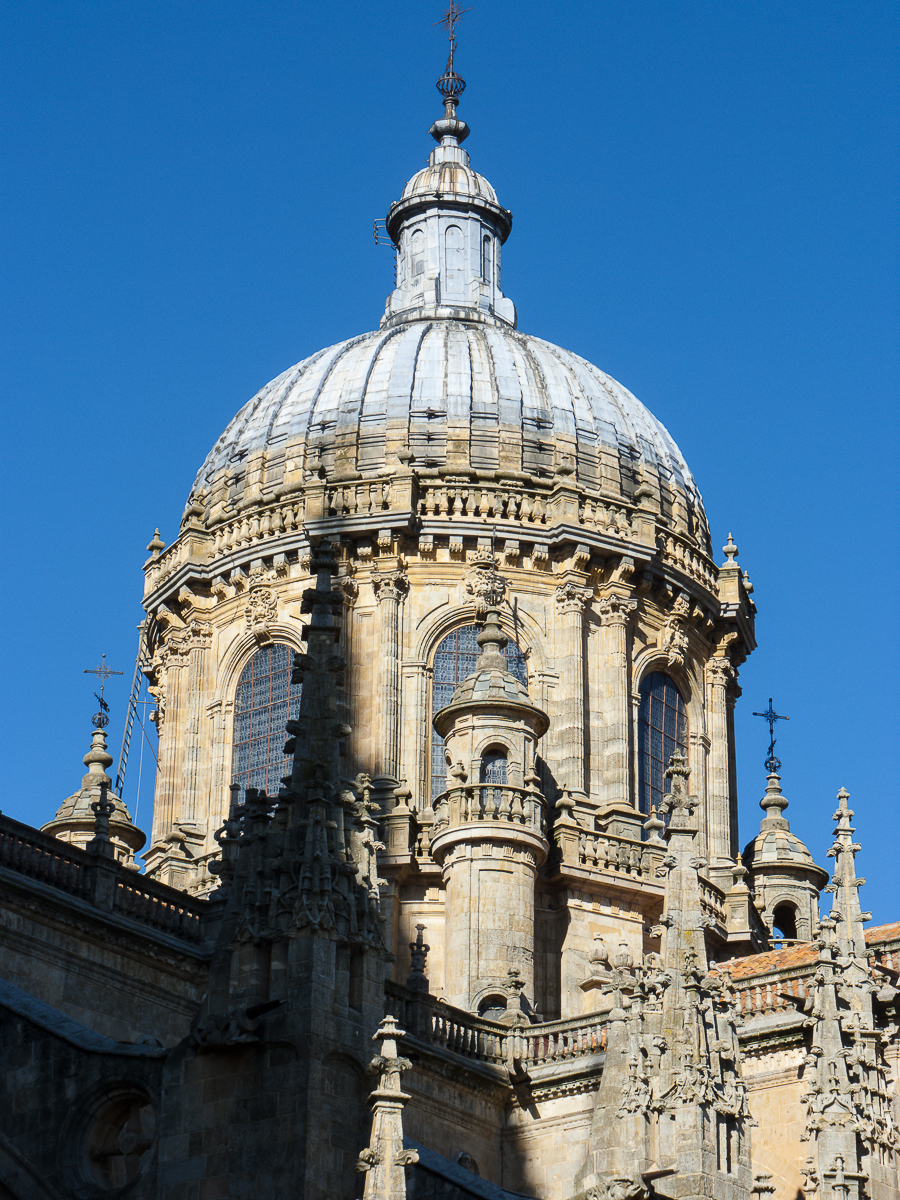
La coupole.
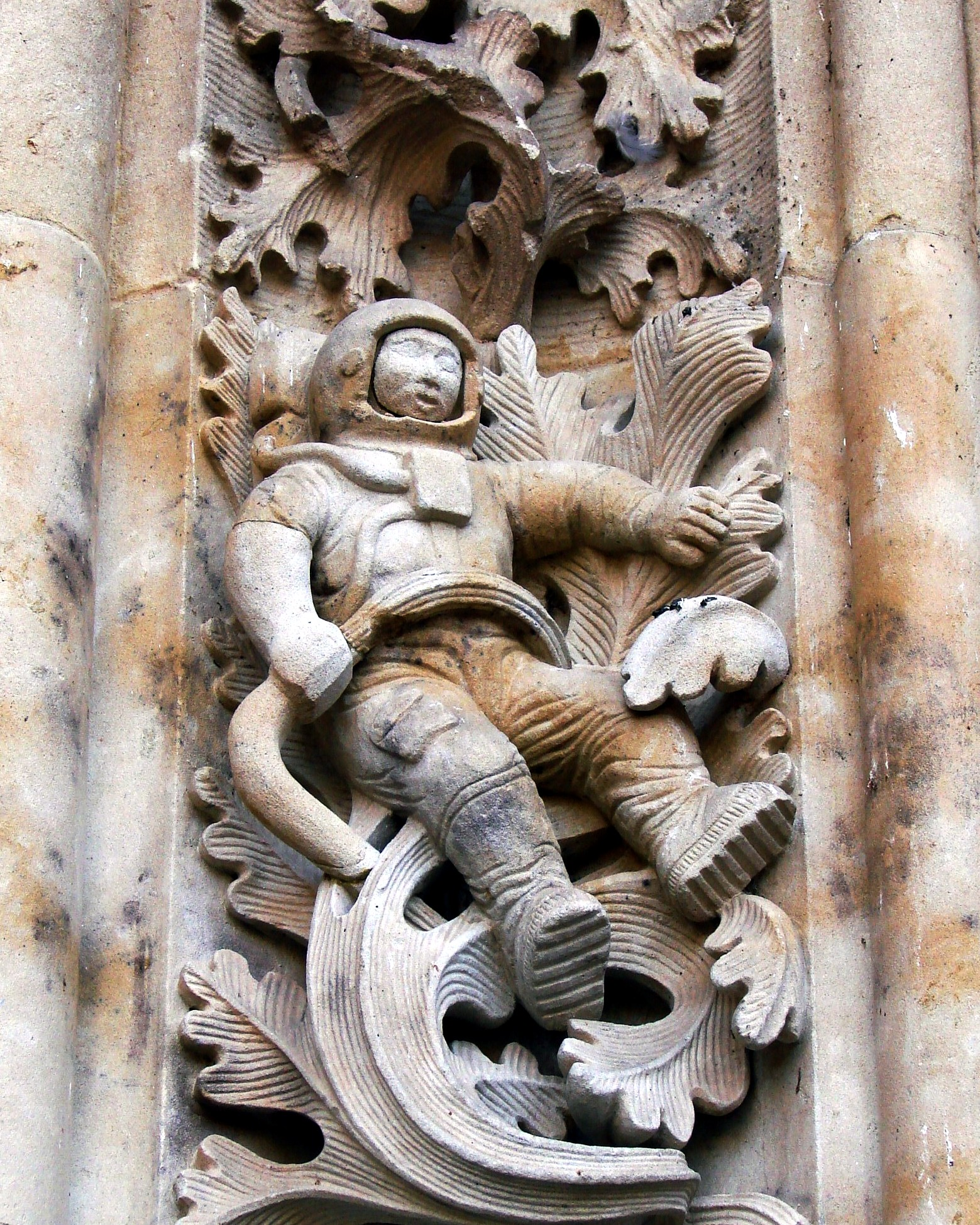
Sculpture d'astronaute ajoutée sur la porte de Ramos lors de la rénovation de 1992, par Miguel Romero[6].